# Cupa României 2013-2014
La Cupa României 2013-2014 è stata la 76ª edizione della coppa nazionale, principale torneo a eliminazione diretta del calcio rumeno. Il torneo è iniziato il 17 luglio 2013. La squadra vincitrice è ammessa al terzo turno della UEFA Europa League 2014-2015. L'Astra Giurgiu ha vinto la coppa per la prima volta.

## Formula
Il torneo si svolge con turni ad eliminazione diretta a partita unica tranne le semifinali, svolte con partite di andata e ritorno. Nella fase preliminare si incontrano i club delle serie inferiori mentre le squadre della Liga I giocano a partire dai sedicesimi di finale.

## Fase preliminare

### Primo turno
Si sono incontrate le 42 squadre vincitrici dei propri gironi della Liga IV e 42 squadre della Liga III.
| Squadra 1                 | Risultato       | Squadra 2              |
| ------------------------- | --------------- | ---------------------- |
| 17 luglio 2013            |                 |                        |
| Performanţa Alba Iulia    | 3 – 0           | Jiul Petroșani         |
| Gloria Arad               | 3 – 0           | Vladimirescu           |
| Sporting Piteşti          | 1 – 3           | SCM Argeşul Piteşti    |
| ASC Bacău II              | 1 – 3 (dts)     | Aerostar Bacău         |
| Hidişelul de Sus          | 3 – 1           | Național Sebiș         |
| Viitorul Lechinţa         | 3 – 0           | Arieșul Turda          |
| Luceafărul Mihai Eminescu | 1 – 0           | Știința Miroslava      |
| Brașov II                 | 0 – 3           | Făgăraș                |
| Conpet Cireşu             | 5 – 1           | Viitorul Domnești      |
| Voinţa Lanuri             | 0 – 7           | Afumați                |
| Voinţa Lupac              | 0 – 3           | AutoCatania Caransebeş |
| Dunărea Ciocăneşti        | 1 – 10          | Voluntari              |
| Vulturii Vultureni        | 0 – 1           | Sănătatea Cluj         |
| Danubius Rasova           | 2 – 2 (3–6 dcr) | Rapid Feteşti          |
| Păpăuţi                   | 2 – 0           | Conpet Ploiești        |
| Voinţa Pieţroşiţa         | 0 – 2           | Târgoviște             |
| Podari                    | 2 – 0           | ASRA Apă Craiova       |
| Sporting Lieşti           | 4 – 0           | Focșani                |
| Bolintin Vale Malu Spart  | 6 – 3           | Concordia Chiajna II   |
| Ştiinţa Turceni           | 0 – 1           | Pandurii Târgu Jiu II  |
| Csíkszereda               | 0 – 1           | Zagon                  |
| Aurul Brad                | 3 – 1           | Vulturii Lugoj         |
| Voinţa Cocora             | 3 – 0           | Viitorul Chirnogi      |
| Rapid Dumeşti             | 10 – 1          | Ceahlăul II            |
| Gloria Popești-Leordeni   | 3 – 0           | Rapid II Bucarest      |
| Avântul Bârsana           | 8 – 5           | Sighetu Marmaţiei      |
| Baia de Aramă             | 0 – 2           | Muncitorul Reșița      |
| Miercurea Nirajului       | 3 – 3 (8–7 dcr) | Avântul Reghin         |
| Cetatea Târgu Neamț       | 0 – 1           | Petrotub Roman         |
| Inter Markus Slatina      | 2 – 1           | Vişina Nouă            |
| Petrolistul Boldeşti      | 6 – 1           | Tunari                 |
| Tâlna Oraşul Nou          | 3 – 0           | Europa Alba Iulia      |
| Barcău Nuşfalău           | 1 – 4           | Seso Câmpia Turzii     |
| Spicul Şeica Mare         | 3 – 0           | Albota                 |
| Progresul FV              | 1 – 0           | Bucovina Rădăuți       |
| Sporting Roşiorii         | 2 – 1           | Alexandria             |
| Ripensia Timișoara        | 3 – 0           | Flacăra Făget          |
| Izbânda Hagilarea         | 3 – 0           | Eolica Baia            |
| Gîrceni                   | 1 – 0           | Oțelul Galați II       |
| Hidro Râmnicu Vâlcea      | 1 – 0           | Urban Titu             |
| Naţional Goleşti          | 1 – 1 (5–4 dcr) | Panciu                 |
| Ilie Oană                 | 3 – 0           | Sportul Studențesc II  |

### Secondo turno
Alle 42 qualificate dal turno precedente si sono aggiunte le 27 squadre che giocano nella Liga III.
 Inter Clinceni qualificata direttamente al terzo turno.
| Squadra 1                 | Risultato       | Squadra 2             |
| ------------------------- | --------------- | --------------------- |
| 30 luglio 2013            |                 |                       |
| Voluntari                 | 9 – 0           | Ilie Oană             |
| 31 luglio 2013            |                 |                       |
| Făgăraș                   | 2 – 7           | Fortuna Brazi         |
| Miercurea Nirajului       | 3 – 0           | Unirea Alba Iulia     |
| Spicul Şeica Mare         | 3 – 0           | Voința Sibiu          |
| Tâlna Oraşul Nou          | 4 – 2           | Zalău                 |
| Podari                    | 0 – 1           | Pandurii Târgu Jiu II |
| Muncitorul Reșița         | 4 – 2           | Minerul Jilţ Mătăsari |
| Ripensia Timișoara        | 3 – 2 (dts)     | Millenium Giarmata    |
| Gloria Arad               | 0 – 2           | Șoimii Pâncota        |
| Hidişelul de Sus          | 1 – 0           | Oşorhei               |
| Performanţa Alba Iulia    | 2 – 3           | Sănătatea Cluj        |
| Viitorul Lechinţa         | 0 – 3           | Seso Câmpia Turzii    |
| Avântul Bârsana           | 2 – 1           | Unirea Dej            |
| Aurul Brad                | 2 – 0           | Corvinul Hunedoara    |
| Inter Markus Slatina      | 3 – 1 (dts)     | Jiul Rovinari         |
| Râmnicu Vâlcea            | 0 – 1           | SCM Argeşul Piteşti   |
| Rapid Feteşti             | 0 – 1           | Viitorul Axintele     |
| Sporting Roşiorii         | 3 – 0           | Caracal               |
| Petrolistul Boldeşti      | 3 – 0           | Unirea Câmpina        |
| Izbânda Hagilarea         | 2 – 4           | Conpet Cireşu         |
| Naţional Goleşti          | 0 – 1           | Râmnicu Sărat         |
| Sporting Lieşti           | 21 – 0          | Bacău                 |
| Păpăuţi                   | 4 – 3 (dts)     | Zagon                 |
| Aerostar Bacău            | 0 – 6           | Moineşti              |
| Gîrceni                   | 1 – 3           | Petrotub Roman        |
| Rapid Dumeşti             | 2 – 2 (5–6 dcr) | Paşcani               |
| Luceafărul Mihai Eminescu | 0 – 2           | Dorohoi               |
| Bolintin Vale Malu Spart  | 0 – 7           | Metaloglobus          |
| Târgoviște                | 0 – 1           | Juventus Bucarest     |
| Progresul Cernica         | 1 – 3           | Dunărea Călărași      |
| Gloria Popești-Leordeni   | 1 – 0           | Ştefăneşti            |
| Afumați                   | 1 – 2 (dts)     | Balotești             |
| AutoCatania Caransebeş    | 5 – 0           | CSM Reșița            |
| Progresul FV              | 4 – 0           | Sporting Suceava      |

### Terzo turno
Alle 35 qualificate dal turno precedente si sono aggiunte 3 squadre che giocano nella Liga II.
| Squadra 1               | Risultato   | Squadra 2                       |
| ----------------------- | ----------- | ------------------------------- |
| 13 agosto 2013          |             |                                 |
| Progresul FV            | 1 – 2       | Dorohoi                         |
| Petrotub Roman          | 0 – 2       | Paşcani                         |
| Păpăuţi                 | 5 – 1       | Moineşti                        |
| Sporting Lieşti         | 2 – 1       | Conpet Cireşu                   |
| Petrolistul Boldeşti    | 3 – 1       | Fortuna Brazi                   |
| Gloria Popești-Leordeni | 0 – 2       | Juventus Bucarest               |
| Voluntari               | 11 – 2      | Dunărea Călărași                |
| Inter Markus Slatina    | 0 – 5       | SCM Argeşul Piteşti             |
| Spicul Şeica Mare       | 0 – 3       | Pandurii Târgu Jiu II           |
| Aurul Brad              | 2 – 1 (dts) | AutoCatania Caransebeş          |
| Ripensia Timișoara      | 1 – 0 (dts) | Muncitorul Reșița               |
| Hidişelul de Sus        | 2 – 0       | Șoimii Pâncota                  |
| Miercurea Nirajului     | 1 – 5       | Sănătatea Cluj                  |
| Tâlna Oraşul Nou        | 2 – 3       | Seso Câmpia Turzii              |
| Avântul Bârsana         | 2 – 1       | Maramureș Universitar Baia Mare |
| Inter Clinceni          | 2 – 1       | Metaloglobus                    |
| Balotești               | 2 – 1       | Dinamo II Bucarest              |
| Sporting Roşiorii       | 1 – 3       | Chindia Târgoviște              |
| Râmnicu Sărat           | 0 – 2       | Viitorul Axintele               |

### Quarto turno
Alle 19 qualificate dal turno precedente si sono aggiunte 19 squadre che giocano nella Liga II.
| Squadra 1             | Risultato   | Squadra 2                |
| --------------------- | ----------- | ------------------------ |
| 27 agosto 2013        |             |                          |
| Dorohoi               | 2 – 1       | Rapid Suceava            |
| Paşcani               | 1 – 2       | ASC Bacău                |
| Sporting Lieşti       | 0 – 1       | Dunărea Galați           |
| Viitorul Axintele     | 1 – 3       | Farul Costanza           |
| Voluntari             | 5 – 0       | Unirea Slobozia          |
| Juventus Bucarest     | 0 – 1       | Berceni                  |
| Balotești             | 3 – 0       | Sportul Studențesc       |
| Inter Clinceni        | 2 – 3       | FC Clinceni              |
| Păpăuţi               | 1 – 2 (dts) | Gloria Buzău             |
| Arieșul Turda         | 0 – 1       | Unirea Tărlungeni        |
| Chindia Târgoviște    | 3 – 2 (dts) | Alro Slatina             |
| Sănătatea Cluj        | 3 – 0       | Argeș Pitești            |
| Ripensia Timișoara    | 3 – 0       | Turnu Severin            |
| Aurul Brad            | 1 - 0       | Minerul Motru            |
| Hidişelul de Sus      | 3 – 0       | Luceafărul Oradea        |
| Avântul Bârsana       | 2 - 1       | Olimpia Satu Mare        |
| Pandurii Târgu Jiu II | 1 - 6       | CS Universitatea Craiova |
| Petrolistul Boldeşti  | 2 – 0       | Mioveni                  |
| SCM Argeşul Piteşti   | 1 – 2 (dts) | FCU Craiova              |

- Il  Seso Câmpia Turzii è fallito; il suo titolo è stato preso dall'  Arieșul Turda

### Quinto turno
Alle 19 qualificate dal turno precedente si sono aggiunte le rimanenti squadre che giocano nella Liga II.
| Squadra 1            | Risultato       | Squadra 2                |
| -------------------- | --------------- | ------------------------ |
| 10 settembre 2013    |                 |                          |
| Dorohoi              | 3 – 2           | CSM Studențesc Iași      |
| Voluntari            | 0 – 1 (dts)     | Rapid Bucarest           |
| Balotești            | 0 – 1           | Berceni                  |
| Chindia Târgoviște   | 3 – 1 (dts)     | CS Universitatea Craiova |
| Sănătatea Cluj       | 0 – 0 (5-4 dcr) | Târgu Mureș              |
| 11 settembre 2013    |                 |                          |
| ASC Bacău            | 2 – 0           | Dunărea Galați           |
| Farul Costanza       | 1 – 0           | Brăila                   |
| Gloria Buzău         | 2 – 0           | FC Clinceni              |
| Petrolistul Boldeşti | 2 – 1           | Unirea Tărlungeni        |
| Râmnicu Vâlcea       | 1 – 2           | FCU Craiova              |
| Aurul Brad           | 0 – 4           | Damila Măciuca           |
| Ripensia Timișoara   | 3 – 0           | UTA Arad                 |
| Hidişelul de Sus     | 1 – 3 (dts)     | Bihor Oradea             |
| Avântul Bârsana      | 3 – 2           | Gloria Bistrița          |

## Fase finale

### Sedicesimi di finale
Alle 14 qualificate dal turno precedente si sono aggiunte tutte le squadre che giocano nella Liga I.
| Squadra 1            | Risultato   | Squadra 2                 |
| -------------------- | ----------- | ------------------------- |
| 24 settembre 2013    |             |                           |
| Vaslui               | 1 – 0       | Damila Măciuca            |
| Dorohoi              | 0 – 3       | Viitorul Costanza         |
| Corona Brașov        | 1 – 0       | ASC Bacău                 |
| Bihor Oradea         | 0 – 1       | SSU Politehnica Timișoara |
| Chindia Târgoviște   | 2 – 0       | Săgeata Năvodari          |
| Ripensia Timișoara   | 2 – 1       | U Cluj                    |
| Dinamo Bucarest      | 4 – 0       | Sănătatea Cluj            |
| 25 settembre 2013    |             |                           |
| Pandurii             | 4 – 0       | Farul Costanza            |
| Petrolistul Boldeşti | 0 – 4       | Gaz Metan Mediaș          |
| Gloria Buzău         | 0 – 2 (dts) | Botoșani                  |
| Brașov               | 3 – 1       | CFR Cluj                  |
| FCU Craiova          | 0 – 1       | Petrolul Ploiești         |
| 26 settembre 2013    |             |                           |
| Astra Giurgiu        | 4 – 1       | Berceni                   |
| Oțelul Galați        | 6 – 2       | Concordia Chiajna         |
| Rapid Bucarest       | 3 – 1       | Ceahlăul                  |
| Steaua Bucarest      | 4 – 0       | Avântul Bârsana           |

### Ottavi di finale
| Squadra 1          | Risultato | Squadra 2                 |
| ------------------ | --------- | ------------------------- |
| 29 ottobre 2013    |           |                           |
| Ripensia Timișoara | 0 – 3     | Pandurii                  |
| Vaslui             | 4 – 1     | Botoșani                  |
| Gaz Metan Mediaș   | 0 – 1     | Astra Giurgiu             |
| 30 ottobre 2013    |           |                           |
| Brașov             | 0 – 1     | Viitorul Costanza         |
| Steaua Bucarest    | 2 – 0     | SSU Politehnica Timișoara |
| 31 ottobre 2013    |           |                           |
| Oțelul Galați      | 2 – 1     | Corona Brașov             |
| Dinamo Bucarest    | 5 – 0     | Chindia Târgoviște        |
| Rapid Bucarest     | 0 – 2     | Petrolul Ploiești         |

### Quarti di finale
| Squadra 1         | Risultato   | Squadra 2     |
| ----------------- | ----------- | ------------- |
| 3 dicembre 2013   |             |               |
| Viitorul Costanza | 0 – 3       | Astra Giurgiu |
| 4 dicembre 2013   |             |               |
| Petrolul Ploiești | 4 – 2 (dts) | Vaslui        |
| Dinamo Bucarest   | 1 – 0       | Pandurii      |
| 5 dicembre 2013   |             |               |
| Steaua Bucarest   | 2 – 0       | Oțelul Galați |

### Semifinali
| Squadra 1                            | Totale | Squadra 2       | Andata | Ritorno |
| ------------------------------------ | ------ | --------------- | ------ | ------- |
| 26-27 marzo 2014 / 16-17 aprile 2014 |        |                 |        |         |
| Petrolul Ploiești                    | 1 – 2  | Astra Giurgiu   | 0 - 0  | 1 - 2   |
| Steaua Bucarest                      | 6 – 3  | Dinamo Bucarest | 5 - 2  | 1 - 1   |

### Finale
| Arbitro: | Ovidiu Hațegan |

|  |                      |  |
|  | Tiri di rigore 4 – 2 |  |